# Stora Robertsgatan

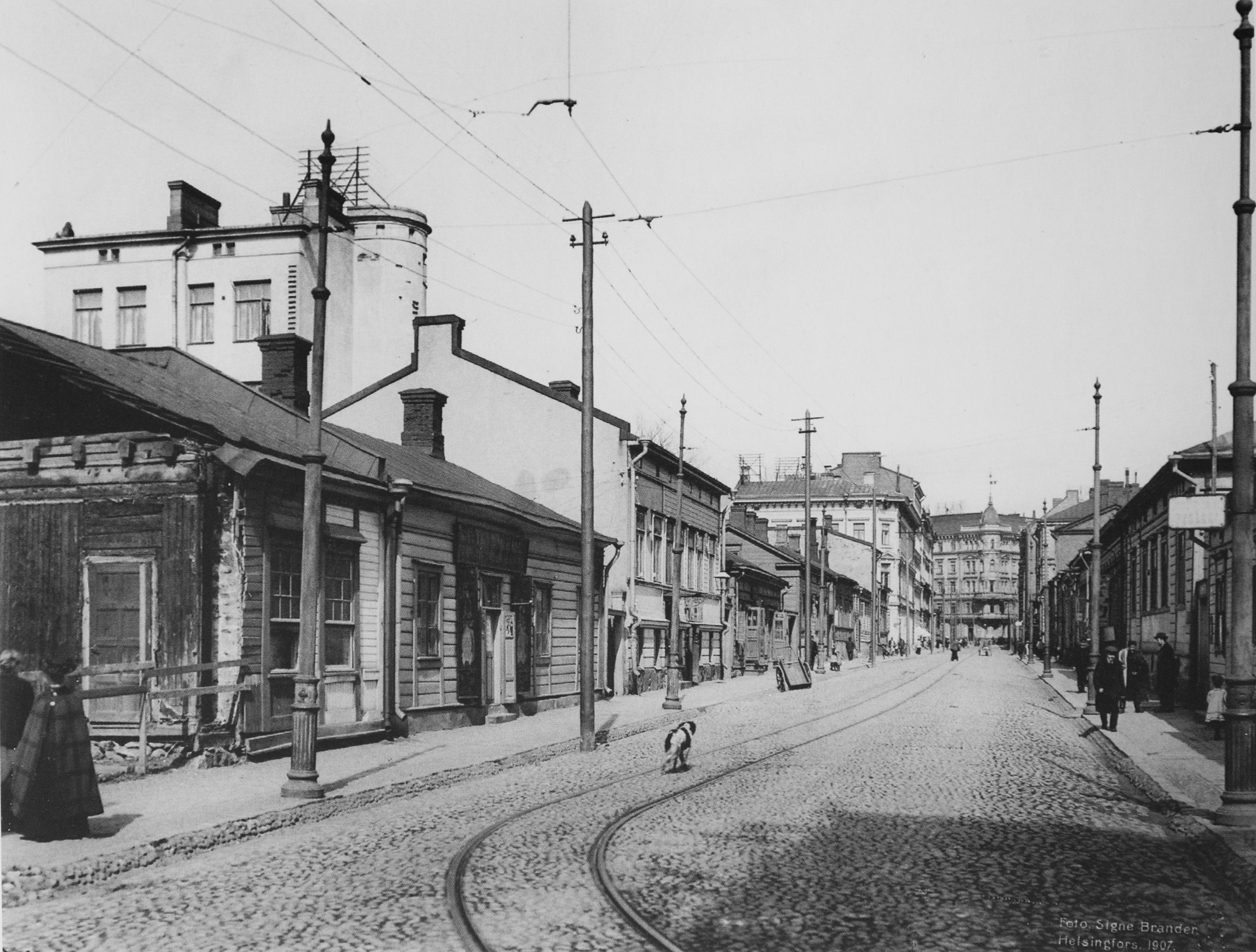
Stora Robertsgatan 1907

Stora Robertsgatan (finska: Iso Robertinkatu) är en gågata i Helsingfors, som befinner sig i Rödbergen. Stora Robertsgatan är en av Helsingfors mest kända köp- och gågator. Gatan sträcker sig från nordost till sydväst. Stora Robertsgatan har fått sitt namn efter ministerssekreteraren greve Robert Henrik Rehbinder (1777-1841). Stora Robertsgatan fick namn i kartbilagan år 1866, med namnet Ropertin Suurikatu. Det nuvarande namnet fastställdes år 1928. Från och med 1950-talet fanns det ett stort intresse att få Stora Robertsgatan att upptas totalt av kollektivtrafik och bli en gågata. Stadsfullsmäktige godkände projektet att bygga om Stora Robertsgatan år 1983, och renoveringen skedde år 1985.
Den kortare delen av Robertsgatan heter Lilla Robertsgatan. Lilla Robertsgatan fortsätter från Stora Robertsgatan från öst till väst, och ligger i Gardesstaden.

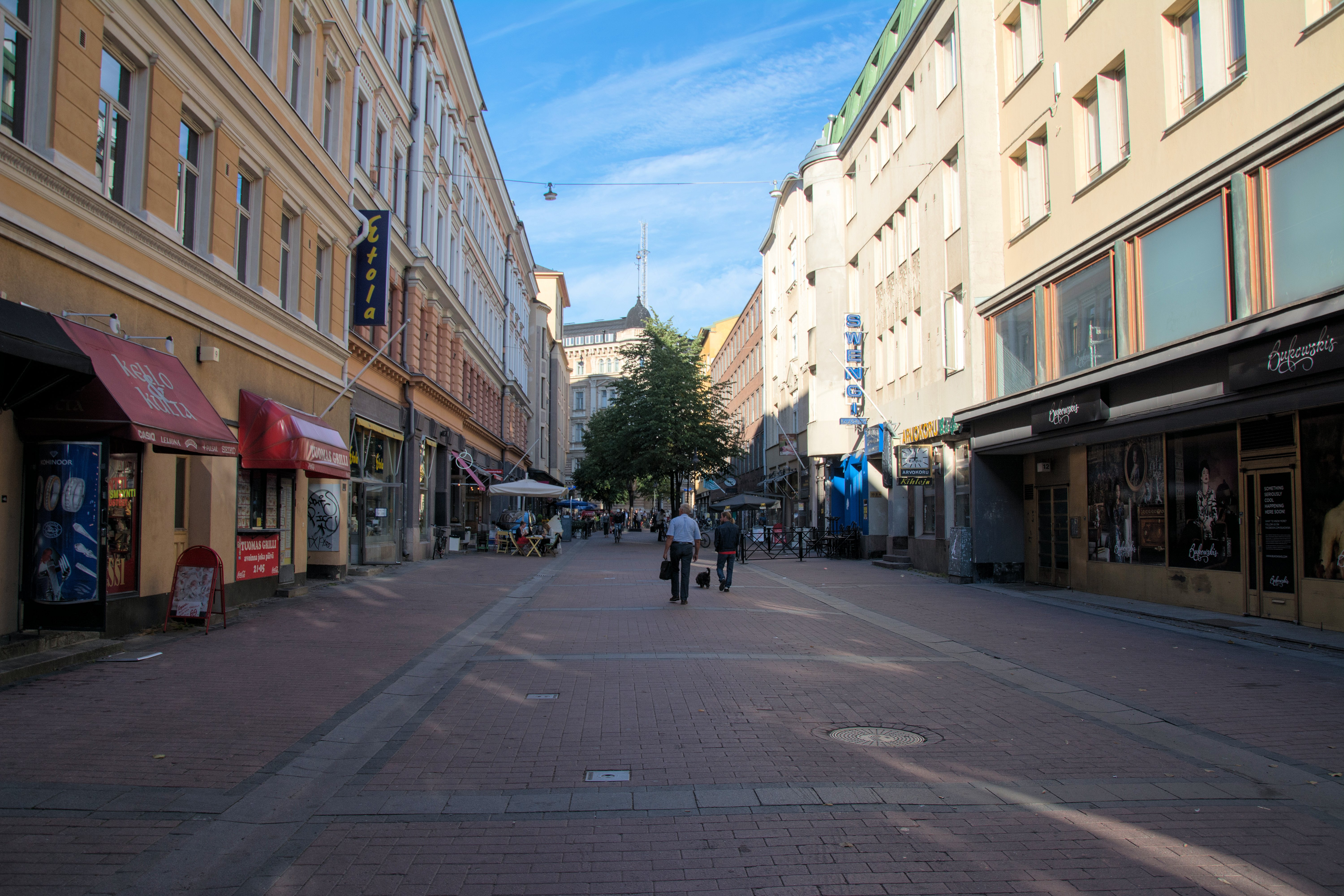
Stora Robertsgatan är en av Helsingfors äldsta gågator.

Gatorna som korsar Stora Robertsgatan sett från väst mot öst: Stenhuggargatan, som kurvar från Stora Robertsgatan till den parallella Rödbergsgatan, Albertsgatan, Fredriksgatan, Annegatan och Georgsgatan

## Visslande helsingforsaren
I början av gågatan finns det en staty av skulptören Björn Weckström. Statyn har fått namnet Viheltävä helsinkiläinen (visslande helsingforsaren) och restes år 1995. Eftersom den sex meter höga statyn står mitt på gågatan, har den flera gånger blivit skadad efter att fordon krockat i den. Statyn fördes till reparation år 2014. Skulpturen placerades på sin ursprungliga plats i samband med att Stora Robertsgatan öppnades efter renovering 2017.

## Stora Robertsgatans renovering
Våren 2017 inledde Stora Robertsgatan en fullrenovering, bl.a. renoverades gatubeläggningen och belysningen. Gatan blev färdig vid årsskiftet och helhetskostnaderna var ca 1,85 miljoner euro. Den 13 januari 2018 firades gågatans öppning.